# Мэцел, Александру
Александру Мэцел (рум. Alexandru Mățel; 17 октября 1989, Констанца, Румыния) — румынский футболист, защитник. Выступал за сборную Румынии.

## Карьера
Александру Мэцел — воспитанник футбольного клуба «Фарул». 2 сентября 2011 года сыграл первый матч за сборную Румынии в рамках отборочного турнира Евро-2012. В январе 2015 года подписал контракт с загребским «Динамо» на 4 с половиной года. Дебютировал за клуб 7 февраля в дерби против «Локомотива». В сезоне провёл 13 матчей, выиграв с командой чемпионат и кубок Хорватии.

## Достижения
Астра
- Обладатель Кубка Румынии: 2013/14
- Обладатель Суперкубка Румынии: 2014

Динамо Загреб
- Чемпион Хорватии (2): 2014/15, 2015/16
- Обладатель Кубка Хорватии (2): 2014/15, 2015/16